# Ablerus punctatus
Ablerus punctatus är en stekelart som beskrevs av Girault 1921. Ablerus punctatus ingår i släktet Ablerus och familjen växtlussteklar. Inga underarter finns listade i Catalogue of Life.